# Bishop Glacier
Bishop Glacier är en glaciär i Antarktis. Den ligger i Västantarktis. Argentina, Chile och Storbritannien gör anspråk på området. Bishop Glacier ligger 563 meter över havet.
Terrängen runt Bishop Glacier är varierad. Trakten är obefolkad. Det finns inga samhällen i närheten.